# Chromel
Chromel – żaroodporny stop niklu (90%) z chromem (10%), odporny na korozję.
Stosowany jest jako materiał oporowy, np. do wyrobu spiral grzejnych oraz w termoogniwach typu E i K. Termoogniwa z chromelu w połączeniu z alumelem wykazują bardzo dobrą liniową zależność napięcia od temperatury i stosowane są do 1370 °C.